# José Joaquim Gonçalves
José Joaquim Gonçalves (* 21. Oktober 1917 in Jaboticabal, Bundesstaat São Paulo; † 23. Juni 1988 in São José do Rio Preto) war ein brasilianischer Geistlicher und römisch-katholischer Bischof von Cornélio Procópio.

## Leben
José Joaquim Gonçalves empfing am 8. Dezember 1941 das Sakrament der Priesterweihe.
Am 22. August 1951 ernannte ihn Papst Pius XII. zum Titularbischof von Helos und zum Weihbischof in Espírito Santo. Der Bischof von Rio Preto, Lafayette Libânio, spendete ihm am 8. Dezember desselben Jahres die Bischofsweihe; Mitkonsekratoren waren der Koadjutorbischof von Jaboticabal, José Varani, und der Weihbischof in Jaboticabal, Gabriel Paulino Bueno Couto OCarm.
Pius XII. bestellte ihn am 15. Dezember 1951 zum Bischof von Espírito Santo. Am 14. März 1957 ernannte ihn Pius XII. zum Titularbischof von Tanis und zum Weihbischof in Rio Preto. Papst Paul VI. bestellte ihn am 14. Juni 1973 zum ersten Bischof von Cornélio Procópio.
Am 28. März 1979 nahm Paul VI. das von José Joaquim Gonçalves vorgebrachte Rücktrittsgesuch an.